# Борисовское сельское поселение (Новгородская область)
Борисовское сельское поселение — упразднённое с 12 апреля 2010 года муниципальное образование в Старорусском муниципальном районе Новгородской области.
Административный центр — деревня Борисово. Территория поселения выходит к юго-западному побережью озера Ильмень.
Границы и статус муниципального образования — сельское поселение установлены областным законом № 559-ОЗ от 11 ноября 2005 года.

## История
В средневековье, на нынешней территории сельского поселения, находилась часть Бурежского погоста Шелонской пятины Новгородской земли. Позже, в Новгородской губернии территория относилась к Коростынской волости Старорусского уезда. В 1923 году на территории Борисовского сельсовета было 18 населённых пунктов. К концу 1920-х годов на территории сельсовета в эпоху коллективизации было организовано 14 колхозов. Со временем происходило укрупнение колхозов путём их объединения, и 7 апреля 1970 года произошло объединение колхозов им. «Кирова» и «Ильменский рыбак» в «им. В. И. Ленина». В 1992 году сельсовет упразднён, как и другие в области, взамен была образована Борисовская сельская администрация.

## Населённые пункты
На территории сельского поселения расположено 7 населённых пунктов (деревень): Большой Ужин, Борисово, Волковицы, Иванцево, Малый Ужин, Ужин и Устрека.

## Демография
| Год  | Численность постоянного населения | мужчин | женщин | детей до 7 лет | детей от 7 до 18 лет |
| ---- | --------------------------------- | ------ | ------ | -------------- | -------------------- |
| 2003 | 931                               | 277    | 349    | 41             | 108                  |
| 2004 | 862                               | 269    | 344    | 47             | 95                   |
| 2005 | 831                               | 272    | 355    | 49             | 69                   |

## Транспорт
По территории муниципального образования проходит автодорога Р51 (Шимск — Старая Русса).